# Bee Train
Bee Train Production Inc (ビィートレイン株式会社, Bītorein Kabushikigaisha) comunament conegut com a Bee Train (ビィートレイン, Bee Train) és un estudi d'animació fundat per Koichi Mashimo el 1997.

## Obres
1999
- PoPoLoCrois
- Arc the Lad
- Wild Arms: Twilight Venom
- Medabots

2001
- Noir

2002
- .hack//Sign
- .hack//Liminality (OVA)
- .hack//Gift (OVA)

2003
- Avenger
- .hack//Dusk (Legend of the Twilight)

2004
- Madlax
- Gin'yu Mokushiroku Meine Liebe

2005
- Tsubasa Chronicle (primera sessió)

2006
- Gin'yu Mokurshiroku Meine Liebe wieder
- .hack//Roots
- Spider Riders
- Tsubasa Chronicle (segona sessió)

2007
- Murder Princess (OVA)
- El Cazador de la Bruja[2]

2008
- Blade of the Immortal